# Pegaso Bacalao
El Pegaso Bacalao (no tuvo una denominación oficial) fue un prototipo de camión creado por la empresa española Pegaso en el año 1952. Se fabricó, al menos, una unidad, pero algunas fuentes citan la existencia de un segundo Bacalao.
El propósito de la construcción de este furgón (muchas fuentes lo catalogan como camión, pero al estar la cabina formando un solo volumen con el departamento de carga, es técnicamente un furgón, sin importar el tamaño) fue la de servir como transporte y vehículo de asistencia para los Z-102 que estaban destinados a la competición. 

## Historia
Se creó sobre la base de un autocar modelo Z-401, utilizando un motor de gasolina que otorgaba 145 CV de potencia que poco después fue sustituido por una unidad diésel de 125 CV, aunque otras fuentes la amplían hasta los 140 CV. Fue carrozado en Zaragoza por Carde y Escoriaza. La unidad fue matriculada con el código B-145045, aunque portó otras matrículas provisionales, entre ellas, las B-104527 y B-104841; lo cual puede ser el origen de la creencia de la existencia de varias unidades. En los documentos gráficos, se pueden distinguir porque las matrículas permanentes son blancas con caracteres negros y las provisionales tienen caracteres blancos sobre fondo oscuro.
Se conoce que estuvo en uso hasta el año 1968, dando servicio en diferentes competiciones y a diferentes equipos, todos españoles.

## Diseño
Se utilizaron unas líneas muy aerodinámicas para su diseño, complementadas por dos tomas de aire laterales en forma de branquias, por lo que el conjunto le valió el nombre de Bacalao. El frontal, equipado con un total de siete ventanillas permitía una buena visibilidad al conductor. En un principio fue pintado de color blanco, pero posteriormente se recurrió a un juego de tres colores, manteniendo el blanco en la parte superior, azul oscuro en la inferior, y azul claro en la parte media, además de unas bandas de metal corrugado sin pintar.
Por dentro, el piso estaba enteramente cubierto de madera. La cabina tenía un solo asiento, para el conductor, que además se encontraba en posición central. Tras este asiento se encontraba un lavabo con depósito propio de agua y una gran caja de herramientas, también de madera. El conductor tenía las palancas del freno de mano y del cambio al lado izquierdo, además de otra palanca que accionaba una reductora montada en la caña de dirección. Todos estos elementos se situaban sobre el compartimento del motor. Estas peculiaridades provocaban que los conductores tuvieran problemas para acostumbrarse a esta extraña disposición.
Utilizaba los faros traseros del camión 1060 Cabezón, incluido el piloto verde usado antaño para indicar al vehículo que le siguiera que era seguro realizar un adelantamiento.

## Dimensiones
El Bacalao medía un total de 11 metros de longitud, 2,5 metros de anchura y 3,5 metros de altura, que para la época de su construcción eran unas medidas bastante grandes. En dicho espacio podían transportarse hasta dos coches en su interior, aunque habitualmente se cargaba uno sólo con gran cantidad de recambios.
| Longitud total | Batalla | Voladizo delantero | Voladizo trasero | Longitud del espacio de carga |
| -------------- | ------- | ------------------ | ---------------- | ----------------------------- |
| 11000          | 5850    | 2500               | 2650             | 7500                          |

|                        | Bastidor | Carrocería | Total |
| ---------------------- | -------- | ---------- | ----- |
| Sobre el eje delantero | 2900     | 1750       | 3500  |
| Sobre el eje trasero   | 2650     | 1750       | 5550  |
| Total                  | 5850     | 2500       | 2650  |

## Conservación
De la única unidad que se sabe con seguridad que fue fabricada, hay constancia de haber sido dado de baja por desguace a fecha de 11 de mayo de 1970.